# Lotta Kühlhorn
Lotta Helene Margareta Kühlhorn, född 29 juli 1963 i Stockholm, är en svensk författare, formgivare och illustratör.
Kühlhorn har medverkat i ett stort antal böcker med layout, omslag eller formgivning. Första bokomslaget var till Håkan Östlundhs roman Sommarsnö 1985. Hon har därefter bland annat blivit känd för bokförlaget Tivolis samt Panacheseriens omslag.
Hon är medförfattare till boken I köket hos Maj som 2017 tilldelades priset "Den Gyllene boken" av föreningen Svensk Bokkonst, där formgivningen gjorts av Ernst Billgren.